# Camponotus exsectus
Camponotus exsectus är en myrart som beskrevs av Carlo Emery 1900. Camponotus exsectus ingår i släktet hästmyror, och familjen myror. Inga underarter finns listade.